# Cryptantha exigua
Cryptantha exigua là loài thực vật có hoa trong họ Mồ hôi. Loài này được Osterh. mô tả khoa học đầu tiên năm 1930 publ. 1931.